# طحالب بنية
الطحالب البنية  (الاسم العلمي: Phaeophyceae) (بالإنجليزية: brown algae)‏ هي مجموعة كبيرة من الطحالب متعددة الخلايا والتي غالباً ما تسكن المحيط. وهي تتضمن العديد من الطحالب البحرية التي تعيش في مياه نصف الأرض الشمالي الأكثر برودة. هذه الطحالب تلعب دوراً مهماً في البيئات المائية، لكونها تصلح كطعام وأيضا للمواطن التي تشكلها. على سبيل المثال، الكيسات الكبروية (الاسم العلمي: Macrocystis) التي قد يصل طولها إلى 60 متر، تشكل غابات دائمة تحت الماء. إن مثالاً آخر هو السرجس (الاسم العلمي: Sargassum)، والتي تبني مواطن فريدة في المياه الاستوائية لبحر سارجاسو. العديد من الطحالب البنية، كأفراد رتبة الفوقسيات، تنمو على الشواطيء الحجرية. وبعض الطحالب المنتمية لهذه الطائفة يستعملها البشر للغذاء.
وعلى الصعيد العالمي، هناك ما بين 1500 إلى 2000 نوع من الطحالب البنية. بعض الأنواع لها أهمية تجارية كبيرة، مثل الفوقس العقدي (الاسم العلمي: Ascophyllum nodosum)، لدرجة أنها أصبحت موضوعات للأبحاث المكثفة بحقها.
تنتمي الطحالب البنية إلى مجموعة كبيرة للغاية، Heterokontophyta، وهي مجموعة كائنات حقيقيات النواة المميزة بشكل بارز من خلال البلاستيدات الخضراء المحاطة بأربعة أغشية، مما يفترض أن أصلها ناجم من علاقة تكافلية بين كائن حقيقي النواة وغيره من الكائنات حقيقية النواة الأخرى. وتحتوي معظم الطحالب البنية على الصبغة فوكوزانثين (fucoxanthin)، وهي المسئولة عن اللون البني الأخضر المميز الذي تم اشتقاق اسم هذه الطحالب منه. وتعد الطحالب الخضراء متميزة بين الكونتيات المتغايرة (heterokont) فيما يتعلق بتطوير أشكالها إلى أشكال متعددة الخلايا من خلال الأنسجة المتميزة، إلا أنها تتكاثر من خلال الأبواغ والأمشاج ذات الأسواط التي تشبه خلايا الكونتيات المتغايرة الأخرى. وقد أظهرت الدراسات الجينية أن أقرب الكائنات إليها هي الطحالب الصفراء المائلة للأخضر.

## أماكن معيشتها
تعيش كل أنواع هذه الطحالب في الماء المالح وتمتاز بوجود صبغ زانثوفيل
بالإضافة إلى كلوروفيل (أ) في خلاياها ويختلف لونها من اللون البني الفاتح إلى
اللون الداكن حسب نوع الأصباغ الملونة بها.

### حجم الطحلب
يختلف الثالوس من بعضة سنتيمترات إلى أخرى كبيرة جداً قد يصل
طولها في بعض الأحيان إلى بضع مئات من الإقدام وخلاياه ثنائية المجموعة الصبغية
ومن امثلة الطحالب البنية طحلب الفيوكس (fucus).

## التكاثر
هناك نوعان لتكاثر، التكاثر الخضري والتكاثر الجنسي
- التكاثر الخضري: عن طريقة تجزئة جسم الطحلب إلى اجزاء وينمو كل جزء مكوناً طحلباً جديداً.
- التكاثر الجنسي: تتكون أعضاء التكاثر داخل الحوافظ الجنسية وهي عبارة عن فجوات قارورية

الشكل تتصل إلى الخارج بواسطة فتحات خارجية (Ostioles) ويوجد بداخل هذه الفجوات شعيرات
عديدة الخلايا بعضها يكون عقيماً بينما تحمل الشعيرات الآخرى الأعضاء الجنسية وقد يكون الطحلب
أحادياً المسكن فيوجد على نفس الطلحب الحوافظ الجنسية المذكرة والؤنثة (الأنثريدات والأوجونات) وقد تكون كل حافظة جنسية على طحلب.

## رتب
- الفوقسيات